# Montserrat Campmany y Cortés
Montserrat Campmany y Cortés (Barcelona, 7 de marzo de 1901 - Buenos Aires, 31 de mayo de 1995) fue una pianista, cantante, pedagoga y compositora catalana.

## Biografía
Montserrat Campmany nació en la calle Caspe de Barcelona el 7 de marzo de 1901, hija de Francesc Campmany i Capdevila y de Elvira Cortés, ambos de Barcelona. La familia de Montserrat Cortés se trasladó a Buenos Aires en 1909, cuando esta todavía era niña. Ahí estudió con Guido Cappocci (canto), Julián Aguirre (piano), Alberto Schiuma (violonchelo) y Constantino Gaitó (composición). En 1917, el Orfeón catalán de Buenos Aires organizó un concurso de composición, donde Montserrat Campmany fue premiada por una obra para coro titulada Raïms i espigues. Fue la primera mujer que formó parte del Grupo de Compositores del Instituto de Musicología del que era director Carlos Vega. La mayoría de sus obras están compuestas para voz, y entre ellas destacan Hilando (1920) y Poemas de Cuyo (1925). Escribió una serie de canciones con versos de Rubén Darío en las que utiliza la escala incaica modificándola de una manera muy rica y variada.
A principios de 1929 volvió a Barcelona, donde la Orquesta Pau Casals estrenó Danza india i Poemas de Cuyo, construidas sobre la escala pentatónica incaica (igual que Visión sinfónica y otras). En esta ciudad, continuó estudiando con los profesores Joan Llongueres i Badia, Blanca Selva y Joan Massià. Se presentó a oposiciones para maestra en 1932 y fue profesora en las escuelas del Mar y Blanquerna. En el año 1939 volvió a Argentina, donde continuó composición y el estudio de la música incaica con el historiador y musicólogo Carlos Vega. Impartió clases de música en la Escuela Normal núm. 1 de Buenos Aires. Fue miembro activa de la Asociación Argentina de Compositores de Música y en 1949 ingresó en la Sociedad Argentina de Autores y Compositores. Como compositora escribió piezas para voz, piano, de cámara, poemas sinfónicos y lieder, y en sus obras se aprecian grandes influencias de la música autóctona americana, así como por el dodecafonismo a partir de los años 50 especialmente.
Su hermana María Campmany Cortés se doctoró en Filosofía y Letras (en Buenos Aires, 1927) con la tesis Las excavaciones de Ampurias. De vuelta a Cataluña, en 1930 asistió en Barcelona al seminario de traducción greco-catalán que impartía Carles Riba en la Fundación Bernat Metge. Pianista y escritora en lengua castellana, colaboró en las revistas La Nación, La Razón, El Hogar, Revista de la Asociación Wagneriana y La Revista de Música de Buenos Aires. En 1939 volvió a Buenos Aires. Durante los años 40, la editorial José Ballesta publicó en Buenos Aires su traducción de Las mil y una noches. En Buenos Aires, continuó la labor de compositora hasta su muerte, en 1995. Alguna de sus obras obtuvo el éxito internacional, en especial su Cuarteto de cuerda.
El fondo personal de Montserrat Campmany se conserva en la Biblioteca de Catalunya.

## Obras

### Obras para voz
- L'absence
- Primavera
- Romancillo del milagro nº 1 de "tres corales en la" (1949)

### Obras para piano
- Suite Incaica (1940)

### Obras para voz y piano
- Azul (1954), sobre un poema de Agustín Dentone
- Baguala (1944)
- Canto de amor (1954), sobre un poema de Agustín Dentone
- Carita del cielo, lied, sobre un poema de Agustín Dentone
- La casita de Tucumán, canción para niños (1952), con letra de Celia Peona
- Filant, sobre un poema de Josep Martí i Folguera
- Firulete: 6 canciones infantiles (1942), con letra de María Rosario Cipriota
- Jueirío, sobre un poema de Rafael Jijena Sánchez
- Poema otoñal (1922), con textos de Rubén Darío
- Momento: lied, con letra de Margarita Abella Caprile
- Petit rondell, con letra de Jeroni Zanné
- El pollito Piu
- Tres cantos escolares, textos de Jeroni Zanné, traducidos en edición bilingüe castellano-francés (Comprende Las calesitas, El pájaro y el gato y El barrilete)
- Un asra, sobre un poema de Heinrich Heine

### Música de cámara
- Al Sant Marçal de Plata (1942), para coro
- Concierto para trompeta solista, metales y timbal
- Cuarteto de cuerdas en Mi mayor
- Cuarteto para saxofones (1958)
- Dansa índia (1929), para conjunto de viento, percusión y piano
- Día de feria en Tucumán, para voz, flauta y arpa
- Dúo de saxofones
- Médano, para voz, flauta y arpa
- Poemas de Cuyo (1925), para voz, flauta y arpa
- Quinteto para violín en tres movimientos
- Raïms i espigues (1919), para coro
- Salve Regina, para coro y órgano
- Siesta, para voz, arpa y flauta

### Poemas sinfónicos
- La Perí, sobre Aiguaforts i aigües vessants (1920), de Jeroni Zanné
- Visión sinfónica (1930)

### Otros
- La leyenda de la yerba mate (1941), Comedia

- La guspira (1931), sardana
- Tonada (desconocido)[9]

## Discografía y videografía
- Disco compacto Panorama de la música argentina 3: Compositores nacidos entre 1887 - 1903 Buenos Aires: Fondo Nacional de las Artes, 2006. Recopilación de las piezas Poemas de Cuyo, Siesta i Médano
- Vídeo Panorama de la música argentina: Compositores nacidos entre 1887 - 1903 Buenos Aires: Fondo Nacional de las Artes, 1999